# Lenellstorpkärret
Lenellstorpkärret är ett naturreservat i Strängnäs kommun i Södermanlands län.
Området är naturskyddat sedan 2012 och är 35 hektar stort. Reservatet består av kärret med intilliggande sumpskog och i söder av tallskog på hällmarker. 